# Bilzingsleben
Bilzingsleben è una frazione del comune tedesco di Kindelbrück.

## Storia
Il 1º gennaio 2019 il comune di Bilzingsleben venne soppresso e aggregato alla città di Kindelbrück.